# Serra Alta das Doze
A Serra Alta das Doze é a designação dada à encosta da Serra de Santa Bárbara localizada na freguesia açoriana das Doze Ribeiras, concelho de Angra do Heroísmo, ilha Terceira, arquipélago dos Açores.
Este acidente montanhoso de origem vulcânica encontra-se geograficamente localizado na parte Oeste da ilha Terceira, eleva-se a 961 metros de altitude acima do nível do mar e encontra-se intimamente relacionado com a formação geológica dos contrafortes do vulcão da Serra de Santa Bárbara do qual faz parte, fazendo com esta montanha parte da maior formação geológica da ilha Terceira que se eleva a 1021 metros acima do nível do mar e faz parte do conjunto montanhoso denominado como Serra de Santa Bárbara.
Nesta formação Geológica nascem muitas das Ribeiras que passam na freguesia da Serreta e na freguesia das Doze Ribeiras, as águas destes cursos hídricos são captadas na bacia hidrográfica da própria Serra Alta das Doze e também em parte dos contrafortes da Serra de Santa Bárbara. 
Entre essas ribeiras destacam-se a Ribeira Grande, a Ribeirinha, a Ribeira das Doze, e a Ribeira das Nove. Estas ribeiras depois de receberem vários afluentes desaguam na costa entre as freguesias da Serreta e a freguesia de Santa Bárbara, na sua maioria precipitando-se de altas falésias algumas a rondar os 193 metros e os 200 metros de altitude visto ser esta a média de altitude das falésias basálticas desta parte da ilha.